# Sorex excelsus
Sorex excelsus es una especie de musaraña de la familia soricidae.

## Distribución geográfica
Se encuentra en China y posiblemente en Nepal.